# Ефремов, Фёдор Пантелеевич
Ефремов Фёдор Пантелеевич (2 марта 1918 года — 7 декабря 2007 года) — Герой Советского Союза, участник Великой Отечественной войны, командир отделения 92-го гвардейского отдельного сапёрного батальона (81-я гвардейская стрелковая дивизия, 7-я гвардейская армия, Степной фронт), гвардии сержант.

## Биография
Родился 2 марта 1918 года в селе Кочемары в семье рабочего. Русский. Окончил начальную школу. С 1937 года работал плотником Мосстроя в Москве — на строительстве мостов через Москва-реку.
В армии с 1939 года. Служил в сапёрных войсках.
Участник Великой Отечественной войны с июля 1942 года. Участвовал в Сталинградской и Курской битвах, готовил минные поля на танкоопасных направлениях, сооружал мосты для наших войск. В должности командира отделения 92-го гвардейского отдельного сапёрного батальона (Степной фронт) в ночь на 25 сентября 1943 года отличился при форсировании Днепра в районе села Бородаевка (Верхнеднепровский район Днепропетровской области, Украина). Отыскав рыбачью лодку, соблюдая полную тишину, перевёз на другой берег разведчиков, за ними — отделение стрелков, и далее, под огнём противника, сделал 24 рейса, переправив на правый берег реки 150 бойцов. На вторые сутки, когда лодка затонула, выплыл на берег, нашёл и умело отремонтировал другую лодку. Когда начались бои за расширение плацдарма, пошёл вперёд, прокладывая со своими бойцами путь танкам и пехоте, очищая его от мин.
За мужество и героизм, проявленные в боях, Указом Президиума Верховного Совета СССР от 26 октября 1943 года гвардии сержанту Ефремову Фёдору Пантелеевичу присвоено звание Героя Советского Союза с вручением ордена Ленина и медали «Золотая Звезда» (№ 1412).
После боёв на Днепре был направлен на учёбу и в 1944 году окончил курсы политработников. В должности парторга отдельного миномётного батальона участвовал в освобождении Болгарии, Венгрии и Чехословакии. На территории Австрии получил тяжёлое ранение. День Победы встретил в госпитале.
В 1945 году окончил Харьковское военно-политическое училище. С 1946 года младший лейтенант Ф. П. Ефремов в запасе. Жил в Москве. Работал на тушинской фабрике «Победа», затем в гостинице «Молодёжная». Умер 7 декабря 2007 года. Похоронен на Головинском кладбище в Москве.

## Награды
- Медаль «Золотая Звезда» (26 октября 1943 года);
- орден Ленина (26 октября 1943 года);
- орден Отечественной войны 1-й степени (11 марта 1985 года);
- медали.